# Oligia brunneata
Oligia brunneata är en fjärilsart som beskrevs av George Francis Hampson. Oligia brunneata ingår i släktet Oligia och familjen nattflyn. Inga underarter finns listade i Catalogue of Life.